# Chartreuse de Mortemart
La chartreuse de Mortemart était un ancien monastère chartreux à Mortemart en Haute-Vienne. Elle est avec la Chartreuse de Glandier, le seul établissement de l’ordre cartusien installé en Limousin

## Histoire
Cette chartreuse est fondée en 1335 par Pierre Gauvain, dit le cardinal de Mortemart, du fait de son lieu de naissance. Elle est accompagnée de la fondation conjointe d’un couvent d’augustins, d’un autre de carmes et d’une collégiale séculière devant assurer tous ensemble la Laus perennis (Louange éternelle). La maison végète, soit à cause de l'insuffisance de la dotation, soit surtout en raison des difficultés que les chartreux rencontrent pour garder leur solitude régulière. Elle est abandonnée en 1413 par le chapitre général, cession confirmée le 7 juin 1414 par une bulle de Jean XXIII.
Le monastère est repris par des chanoines de Saint-Junien. Par la suite, il tombe en ruine. Il est démoli pour laisser passer la route de Blond (rue des chartreux) qui se trouve entre l'église et le couvent des Carmes.